# Vitín
Vitín är en ort i Tjeckien.   Den ligger i regionen Södra Böhmen, i den centrala delen av landet, 110 km söder om huvudstaden Prag. Vitín ligger 504 meter över havet och antalet invånare är 264.
Terrängen runt Vitín är platt. Runt Vitín är det ganska glesbefolkat, med 42 invånare per kvadratkilometer. Närmaste större samhälle är České Budějovice, 13,8 km söder om Vitín. I omgivningarna runt Vitín växer i huvudsak blandskog.